# Daniel Ernst Jablonski
Daniel Ernst Jablonski (Nassenhuben, 20 novembre 1660 – Berlino, 25 maggio 1741) è stato un teologo tedesco.
Studiò in Germania, nel 1680 nei Paesi Bassi, in Inghilterra, fu poi ministro di Magdeburgo, di Lissa, nel 1690 di Könisberg e di Berlino.
Nel 1693 divenne consigliere ecclesiastico di Berlino e, nel 1733, presidente dell'Accademia delle Scienze di questa città. Dimostrò molto zelo contro gli ateisti e i deisti e si impegnò invano per la riunione dei calvinisti e dei luterani; argomento su cui ebbe un ampio scambio epistolare con Leibniz.

## Opere
Jablonski fece una traduzione latina dei Discorsi di Richard Bentley contro l'ateismo, scrisse Dissertazioni in latino sopra la terra di Gessen; compose le Meditationes de divina origine Scripturae Sacrae ed altre opere.